# Mesoperlina capnoptera
Mesoperlina capnoptera är en bäcksländeart som först beskrevs av Mclachlan 1886.  Mesoperlina capnoptera ingår i släktet Mesoperlina och familjen rovbäcksländor. Inga underarter finns listade i Catalogue of Life.